# CFR 클루지
CFR 클루지는 루마니아의 축구팀으로 루마니아에서 3번째로 큰 도시 클루지나포카에 연고를 두고 있다. 클루지는 2007-08시즌의 리가 I을 우승 하면서 팀 역사상 최초의 우승컵이자 부쿠레슈티 연고 팀이 아닌 팀이 17년 만에 우승컵을 들어올린 일이 되었는데 2000년도 초반만 하여도 이 클럽은 루마니아 3부 리그에서 활동하고 있었던 팀이었다.
CFR 클루지의 CFR은 "Căile Ferate Române"(루마니아 철도)를 뜻하는 말로 국립 철도 관리기관의 약자이다.
2005년에 클루지는 UEFA 인터토토컵에 진출 했는데 여기서 결승전까지 오르면서 국내외의 많은 관심을 받았고 이는 루마니아 클럽팀 사상 최초의 일이었다. 클루지는 1회전부터 시작하여 2회전에서 스페인 아틀레틱 빌바오를 물리치고 3회전에서 프랑스 AS 생테티엔을 누르며 준결승에서 리투아니아 팀을 이기고 결승에 올랐으나 프랑스 RC 랑스에게 패하고 말았다.
클루지는 2017-18시즌까지 포함하여 1부 리그에 23시즌만 뛰었다. 1947-48시즌부터 1948-49시즌까지 두 시즌 1969-70시즌부터 1975-76시즌까지의 일곱 시즌을 보냈고 2004-05시즌부터 현재까지 1부리그에 잔류하고 있다.

## 역대 성적

### 자국 대회

#### 리그
- 리가 I

우승 (6) : 2007-08, 2009-10, 2011-12, 2017-18, 2018-19, 2019-20
- 리가 II

우승 (2) : 1968–69, 2003–04
준우승 (1) :  1977–78
- 리가 III

우승 (7) : 1946–47, 1982–83, 1985–86, 1988–89, 1990–91, 1995–96, 2001–02
준우승 (1) :  1987–88

#### 컵대회
- 루마니아 컵 (Cupa României)

우승 (4) : 2007-08, 2008–09, 2009–10, 2015-16
- 루마니아 슈퍼컵 (Supercupa României)

우승 (2) : 2009, 2010
준우승 (2) :  2012, 2016

### 유럽 대회
- UEFA 인터토토컵

준우승 (1) : 2005

## 선수 명단

### 현역
참고: FIFA 자격 규정에 따라 소속된 국가대표팀 국기를 표시합니다. 선수는 복수의 FIFA 비회원국 국적을 가지고 있을 수 있습니다.
| 번호 | 포지션 | 국적     | 이름          |
| ---- | ------ | -------- | ------------- |
| 3    | DF     | 모리타니 | 알리 아베이드 |
| 25   | MF     | 세네갈   | 무스타파 나메 |

| 번호 | 포지션 | 국적       | 이름                  |
| ---- | ------ | ---------- | --------------------- |
| 77   | MF     |            | 파나요티스 타흐치디스 |
| 88   | MF     | 크로아티아 | 다미안 조코비치       |

## 역대 감독
| 감독                      | 임기      |
| ------------------------- | --------- |
| 도리넬 문테아누           | 2005~2006 |
| 안드레아 만도를리니       | 2009~2010 |
| 파울루 세르지우           | 2012~2013 |
| 단 페트레스쿠             | 2017~2018 |
| 에드워드 요르더네스쿠     | 2018      |
| 단 페트레스쿠             | 2019~2020 |
| 발레리우 보르데아누(대행) | 2020      |
| 에드워드 요르더네스쿠     | 2020~2021 |
| 단 페트레스쿠             | 2021~2023 |
| 안드레아 만도를리니       | 2023~2024 |
| 아드리안 무투             | 2024      |
| 단 페트레스쿠             | 2024 ~    |